# Marian Szyrocki
Marian Ernest Szyrocki (* 6. April 1928 in Lubliniec, Südpolen; † 31. Januar 1992 in Breslau, Polen) war ein polnischer Germanist, Literaturhistoriker und Herausgeber.

## Leben und Wirken
Marian Szyrocki studierte Germanistik an der Universität Breslau und promovierte bei Zdzisław Żygulski mit einer Dissertation über Martin Opitz zum Doktor der Philologie. Er widmete sich der Forschung über die Schlesische Dichterschule sowie schlesische Barockdichter wie Martin Opitz, Andreas Gryphius, Daniel von Czepko, Daniel Speer und August Buchner. Nach der Habilitation im Jahr 1962 war er ab 1965 Professor an der Universität Breslau und Leiter des dortigen Instituts für germanische Philologie (Instytut Filologii Germańskiej Uniwersytetu Wrocławskiego).
Neben Monografien über die schlesischen Barockdichter verfasste er Abhandlungen über Johann Wolfgang Goethe sowie Andreas Gryphius und gab Werke über die Geschichte der deutschen Literatur sowie die Gesamtausgabe der Werke des Andreas Gryphius heraus.
Im Jahr 1976 verlieh ihm die Deutsche Akademie für Sprache und Dichtung (DASD) mit Sitz in Darmstadt den Friedrich-Gundolf-Preis. Ab 1982 war er Mitglied der Deutschen Akademie für Sprache und Dichtung und ab 1983 Mitglied der Polnischen Akademie der Wissenschaften (PAN). Außerdem unterrichtete er als Gastprofessor an den Universitäten Berlin, Kiel, Marburg, München, Tübingen, Löwen und Uppsala.

## Ehrungen
- 1963: Goethe-Medaille[2]
- 1976: Friedrich-Gundolf-Preis

## Werke (Auswahl)
- Martin Opitz. Neue Beiträge zur Literaturwissenschaft. Band 4. Rütten & Loening, Berlin 1956.
- Der junge Gryphius. Rütten & Loening, Berlin 1959.
- Andreas Gryphius, sein Leben und Werk. Max Niemeyer Verlag, Tübingen 1964 → DNB 454979053
- mit Ernesto Grassi (Hrsg.): Die deutsche Literatur des Barock. Eine Einführung. Rowohlt, Reinbek 1968.
- mit Norbert Honsza: Szkice z literatury niemieckiej XX wieku. Wydawnictwa Uniwersytetu Wrocławskiego, Wrocław 1978.
- Johann Wolfgang Goethe. Wiedza Powszechna, Warszawa 1981, ISBN 83-214-0196-1.
- mit Anna Stroka, Konrad Gajek: Das deutsche Drama des 20. Jahrhunderts. Wydawnictwo Naukowe PWN, Warschau / Breslau 1985.
- mit Zdzisław Żygulski: Geschichte der deutschen Literatur. (Mehrteiliges Werk) → DNB 455851271
  - Band 1. Die deutsche Literatur von ihren Anfängen bis zum 15. Jahrhundert. 1967.
  - Band 2. Die deutsche Literatur von der zweiten Hälfte des 15. bis zum Ausgang des 17. Jahrhunderts. 1958.
- Aufsatz: Deutsch-polnische Wechselbeziehungen in der Literatur des 20. Jahrhunderts. In: Osteuropa und die Deutschen 1990, S. 172–191.
- Beitrag: Männling, Johann Christoph. In: Walther Killy (Hrsg.): Literaturlexikon. Autoren und Werke deutscher Sprache. (15 Bände). Bertelsmann-Lexikon-Verlag, Gütersloh / München 1988/91, Band 7, S. 420f. (CD-ROM: Berlin 1998, ISBN 3-932544-13-7)

Herausgeberschaften
- Andreas Gryphius. Werke in einem Band. 1963
- Poetik des Barock. Rowohlt, Reinbek 1966.
- August Buchner. Anleitung zur deutschen Poeterey. Poet (= Deutsche Neudrucke. Rheie Barock). Verlag Walter de Gruyter, Berlin 1966, ISBN 978-3110986563.
- Andreas Gryphius. Gesamtausgabe der deutschsprachigen Werke. (Mehrteiliges Werk);
  - Band 1. Sonette. (=  Neudrucke deutscher Literaturwerke. N.F., Band 9). Max Niemeyer Verlag, Tübingen 1963, ISBN 3-484-17030-1.
  - Band 2. Oden und Epigrame. (=  Neudrucke deutscher Literaturwerke. N.F., Band 10). Max Niemeyer Verlag, Tübingen 1964.
  - Band 3. Vermische Gedichte. (= Neudrucke deutscher Literaturwerke. N.F., Band 11). Max Niemeyer Verlag, Tübingen 1964.
- Lyrik des Barock. Texte deutscher Literatur 1500–1800. Bände 1–2. Rowohlt, Reinbek 1971.
- mit Konrad Gajek (Hrsg.): Daniel Speer. Ungarischer oder dacianischer Simplicissimus. Österreichischer Bundesverlag für Unterricht, Wissenschaft und Kunst, Wien 1973, ISBN 3-215-72209-7.
- mit Hans-Gert Roloff (Hrsg.): Daniel Czepko. Sämtliche Werke. Verlag Walter de Gruyter, Berlin 1980. ISBN 3-11-004068-9.
- Andreas Gryphius. Himmel steigente HertzensSeüfftzer. Übersehen und mit neue[n] Reimen gezieret (1665). Verlag Walter de Gruyter, Berlin 1987. ISBN 978-3-11-183016-2.